# Scioglyptis
Scioglyptis là một chi bướm đêm thuộc họ Geometridae.